# Uccle
Uccle (in olandese Ukkel) è un comune belga di 82 275 abitanti. Adagiato oltre i comuni di Forest e Ixelles e confinante con la Foresta di Soignes, Uccle è il comune più grande e meridionale della Regione di Bruxelles-Capitale.

## Storia

### Dalle origini al XVIII secolo
Nell'alto Medioevo, Uccle era un vasto dominio carolingio. Successivamente la contea di Uccle divenne una delle contee del Brabante e poi dominio ducale e nel corso del Medioevo sorsero qui, grazie alla presenza delle vicine Abbazia di Vorst e Abbazia La Cambre, diversi insediamenti. Uno di quei villaggi era Uccle, che aveva origine intorno all'attuale chiesa di San Pietro. Uccle, in seguito, divenne un importante villaggio con un'ampia giurisdizione dentro e intorno a Bruxelles. Nel 1467, Isabella d'Aviz, moglie di Filippo III di Borgogna, fondò qui un convento dell'Ordine francescano. Alla fine dell'ancien régime, sotto il dominio francese, furono istituiti i comuni e Uccle fu accorpata nel 1795 con gli insediamenti di Stalle e Carloo per formare l'attuale comune di Uccle. Tuttavia, la città di Uccle manteneva un carattere prevalentemente rurale, vivendo soprattutto da prodotti agricoli e silvicoltura.

### Dalle XIX ad oggi
Nel corso del XIX secolo Bruxelles si sviluppò e iniziò l'urbanizzazione anche nell'Uccle rurale. La fioritura economica di Bruxelles nell'Ottocento permise a Uccle di aumentare fortemente la sua importanza, in quanto attraversata da due assi stradali strategici: la Chaussée de Waterloo, verso il bacino minerario di Charleroi, e la Chaussée d'Alsemberg. Fu così che Uccle godette di una grande prosperità, che portò dalla costruzione di un nuovo e più grande municipio dal 1872 al 1882.
In contemporanea, la città iniziò a beneficiare di un particolare interesse abitativo da parte delle famiglie benestanti, che vi trovato spazi verdi poco distanti dal centro cittadino. Fu poi con l'intervento del banchiere e filantropo Georges Brugmann che iniziò la trasformazione residenziale del nord di Uccle e dei comuni limitrofi, con il finanziamento della costruzione di Avenue Brugmann, fra il 1870 e il 1873, e la realizzazione del progetto dell'Avenue Longchamp intorno al 1875, viale che prese il nome di Winston Churchill dopo la seconda guerra mondiale.
Nonostante il ritmo accelerato di costruzione avvenuto all'inizio del XX secolo, Uccle riuscì a mantenere intatte molte delle sue aree verdi, che ora attirano molti degli abitanti più facoltosi dell'area di Bruxelles. Grandi ville, palazzi in Art decò e giardini generosi rendono questo sobborgo verde e tranquillo uno dei preferiti dagli espatriati benestanti, spesso impiegati presso le istituzioni dell'Unione europee. Hanno inoltre sede nel quartiere una moltitudine di rappresentanze diplomatiche, come ad esempio quelle bulgara, rumena, ungherese, russa, israeliana e keniota.

## Quartieri
- Quartiere Churchill, quartiere residenziale vicino alla foresta di Soignes.
- Quartiere Chat, quartiere che ha visto la costruzione di una delle prime città giardino costruite dall'architetto Joseph Poelaert per trasferire gli inquilini dei "Marolles" che erano stati espropriati dal governo per costruire il Palais de Justice.
- Quartiere Principe d'Orange, frazione più ricca del comune composta perlopiù da ville con quattro facciate di imponenti dimensioni. È solo residenziale e gode di molta tranquillità perché il traffico è poco intenso.
- Le Vivier d'Oie è una zona residenziale vicino a Place Saint-Job e alla Foresta de Soignes.
- Le Fort Jaco, quartiere tranquillo e benestante nel sud di Uccle. È composto da molti negozi. La sua posizione geografica, non lontana dal Principe d'Orange e da Place de Saint-Job, gli conferisce una patina di prestigio
- Saint-Job, quartiere situato non lontano dalla Chaussée de Waterloo. Una moltitudine di piccoli negozi sono concentrati intorno alla omonima piazza. La contrada ricorda il piccolo borgo Carloo di un tempo perché percorrendo alcuni sentieri che partono dalla piazza, si arriva in spazi verdi o prati. La chiesa neogotica di Saint-Job è opera degli architetti di Anversa Jules Bilmeyer e Van Riel.
- L'Uccle-centre è situato vicino alla Chaussée d'Alsemberg e al municipio, è un quartiere vivace e ci sono molti piccoli negozi.
- Quartiere Homborch-Kriekenput. Città giardino a carattere sociale iniziarono a essere costruite lì negli anni 1920. La strada Kriekenput attraversa l'intero distretto e si riferisce ai ciliegi, selvatici e coltivati, che crescevano su gran parte di esso. altopiano che erano solo campi e frutteti. Questo quartiere è anche uno dei punti più alti di Bruxelles.
- Il Dieweg è un quartiere incentrato sul Dieweg, strada che si estende dall'Osservatorio alla stazione di Calevoet. Il quartiere in sé è piuttosto centrato sulla sommità del Parco Wolvendael, sul cimitero di Dieweg e sui negozi che lo circondano.
- Stalle, contrada situata nella parte nord-ovest del comune, vicino al confine con il Bosco.

## Monumenti e luoghi d'interesse

### Museo David e Alice Van Buuren

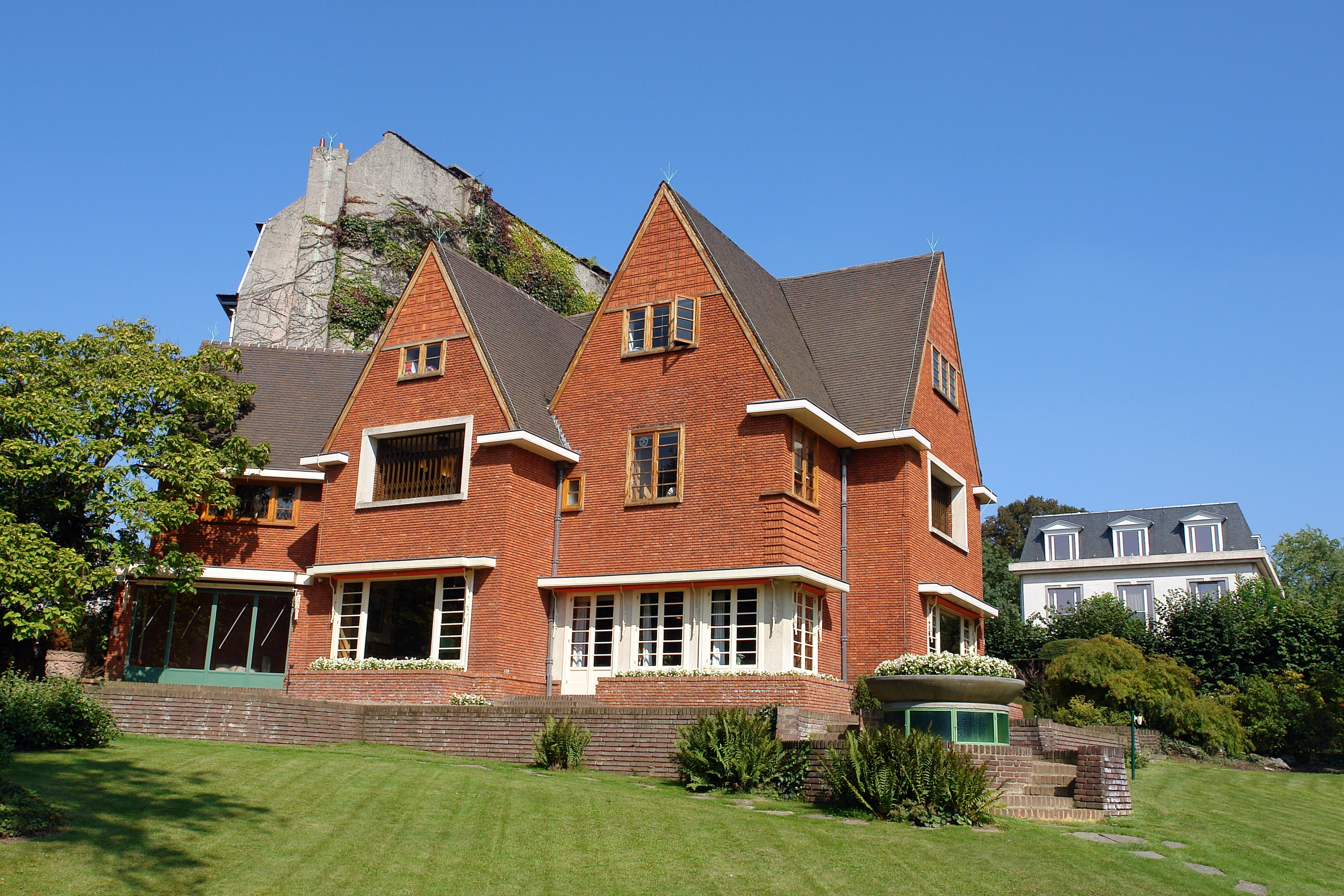
Esterno Museo Van Buuren

Il Museo David e Alice Van Buuren (francese: Musée Alice et David Van Buuren, olandese: Museo David en Alice Van Buuren) era una casa privata costruita dal 1924 al 1928 per il banchiere e collezionista d'arte David Van Buuren e sua moglie Alice. Costruito nel 1928, il design esterno della è tipico della scuola di Amsterdam, mentre la decorazione interna forma un insieme unico Art Déco creato da interior designer belgi, francesi e olandesi. I Van Buuren hanno trasformato la loro villa in un "giardino d'inverno vivente", in cui mobili rari, tappeti, vetrate, sculture e dipinti di maestri internazionali sono rimasti intatti nei loro luoghi originali nell'intima cornice di una "casa della memoria" privata, divenuto museo nel 1975 per volontà testamentaria di Alice Van Buuren. È stata dichiarata Patrimonio Nazionale nel 2001.

### Osservatorio reale del Belgio
L'osservatorio reale del Belgio (conosciuto ufficialmente in francese come Observatoire royal de Belgique, ed in fiammingo come Koninklijke Sterrenwacht van België) fondato da re Guglielmo I nel 1826, si trova a Uccle dal 1890.
Dal 1981 l'osservatorio ospita il centro mondiale per la raccolta dei dati sulle macchie solari (Sunspot Index Data center) e ha acquisito la gestione delle previsioni del "tempo" spaziale (space weather), precedentemente attribuita all'osservatorio di Parigi.
Uccle è il sito dell'Istituto reale di meteorologia: qualsiasi informazione sul tempo belga, a meno che non sia specifica per regione, è descritta dalle statistiche registrate a Uccle.

### Bloemenwerf

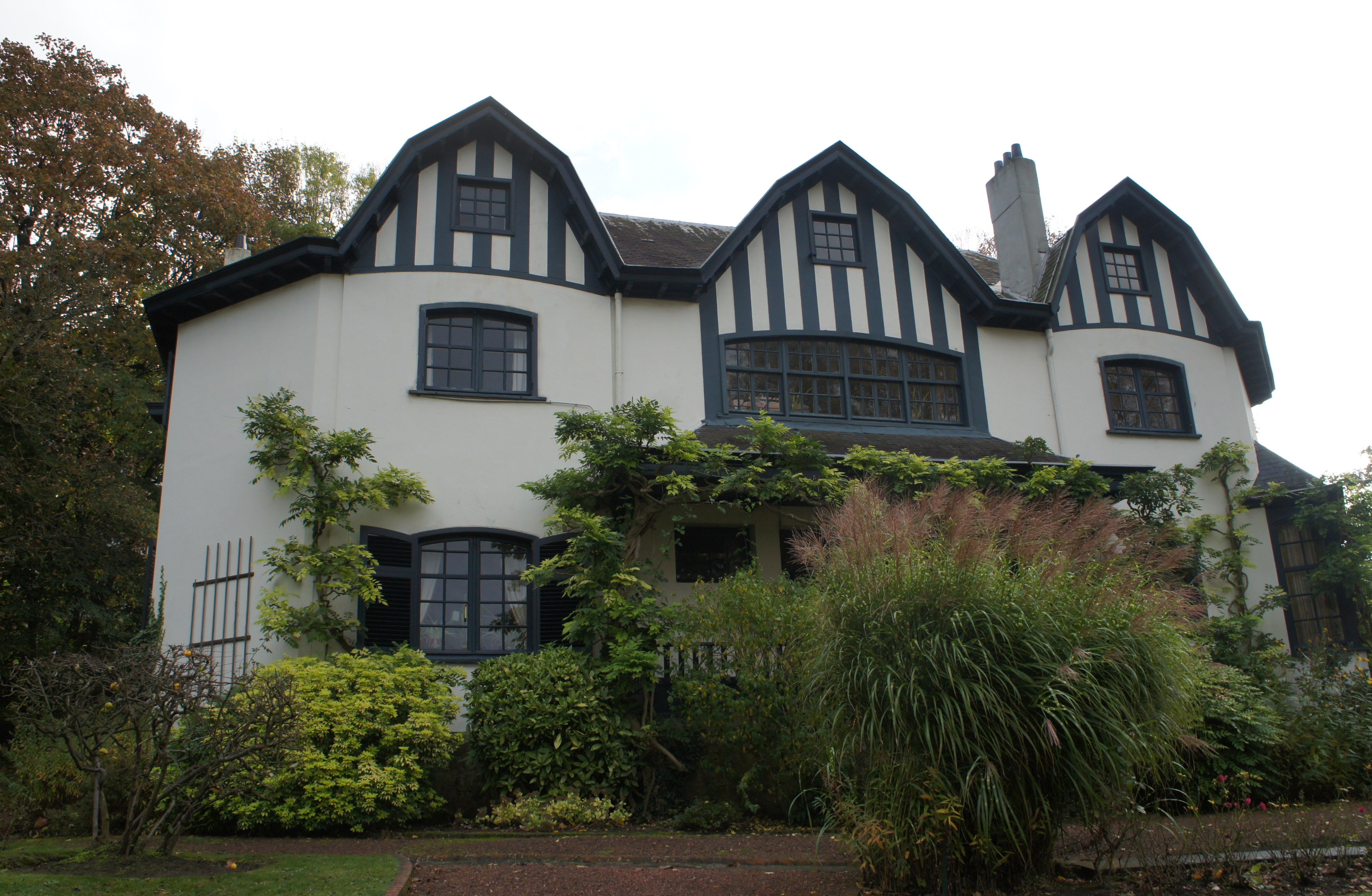
Bloemenwerf

Il Bloemenwerf (in italiano tradotto come Giardino fiorito) è una villa in stile Liberty di inizio XX secolo costruita dall'architetto Henry Van de Velde, che la scelse come sua residenza. Per Van de Velde, che fino ad allora si era occupato principalmente di pittura, fu il suo primo edificio. Progettò la casa per se stesso nel 1895 e vi visse con sua moglie Maria Sèthe fino alla loro emigrazione in Germania nel 1900. L'insolito linguaggio del design per quel tempo fece scalpore. L'architettura e la decorazione della villa Bloemenwerf sono state influenzate dal movimento Arts and Crafts .La facciata presenta tre timpani ricoperti da assi di legno. Van de Velde ha anche progettato gli interni e i mobili, alcuni utensili e la carta da parati. Tutti gli ambienti della casa si aprono su un androne centrale, con scala e ballatoio al primo piano.

### Castello de La Fougeraie
Lo Château de La Fougeraie, chiamato anche Château Wittouck, è una dimora signorile costruita nel 1911 per l'industriale Paul Wittouck. Durante la seconda guerra mondiale (1939-1945) il leader fascista belga Léon Degrelle occupò il castello.

### Statua di Winston Churchill

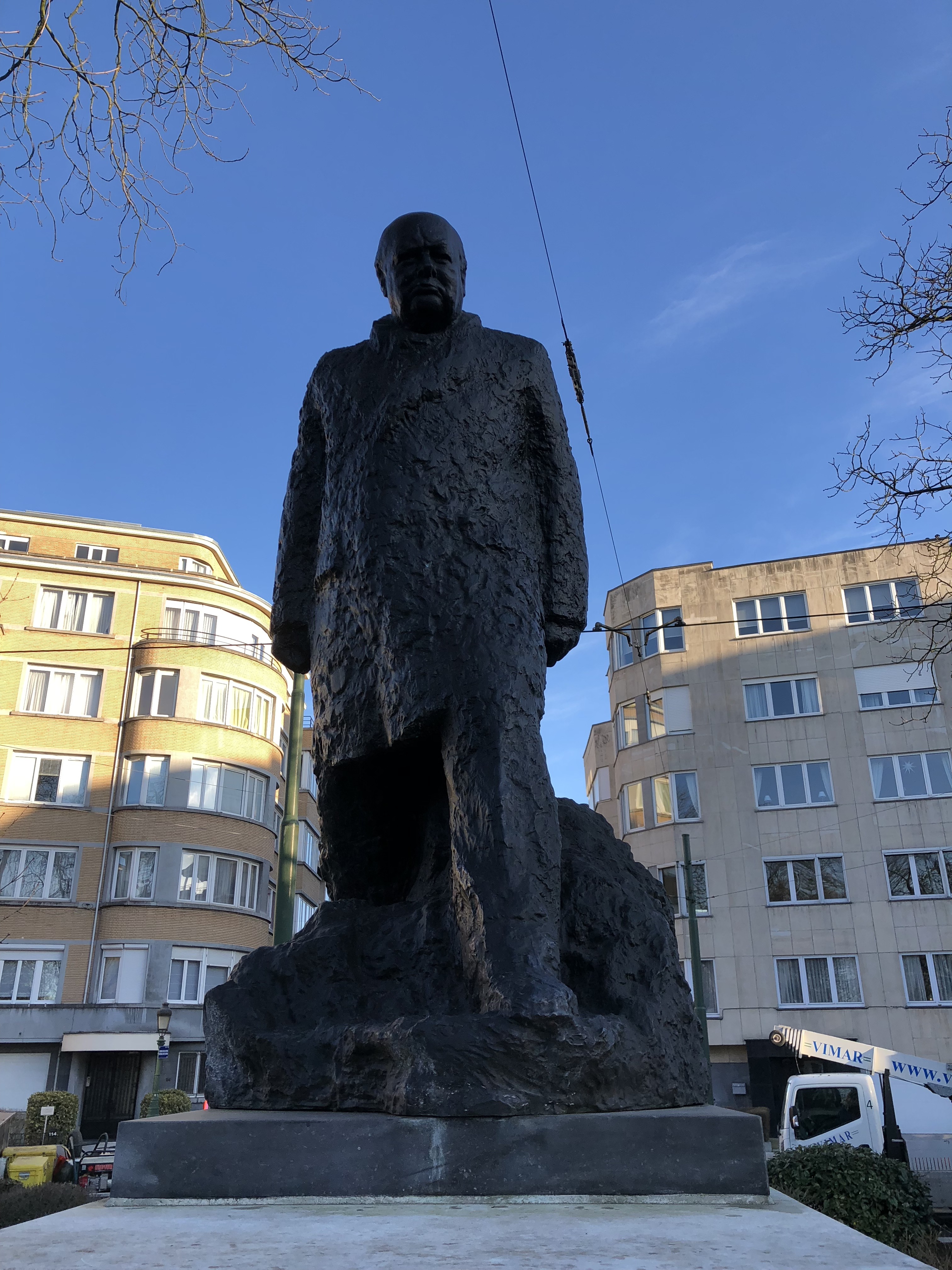
Statua di Winston Churchill

Sull'omonimo viale una statua di Winston Churchill fu inaugurata il 4 ottobre 1967 dalla Principessa Margaret di Inghilterra alla presenza del Principe Alberto, futuro re dei belgi.
Alla sua base è affissa una targa con una poesia di tributo del politico e scrittore britannico Duff Cooper.

### L'Accueil

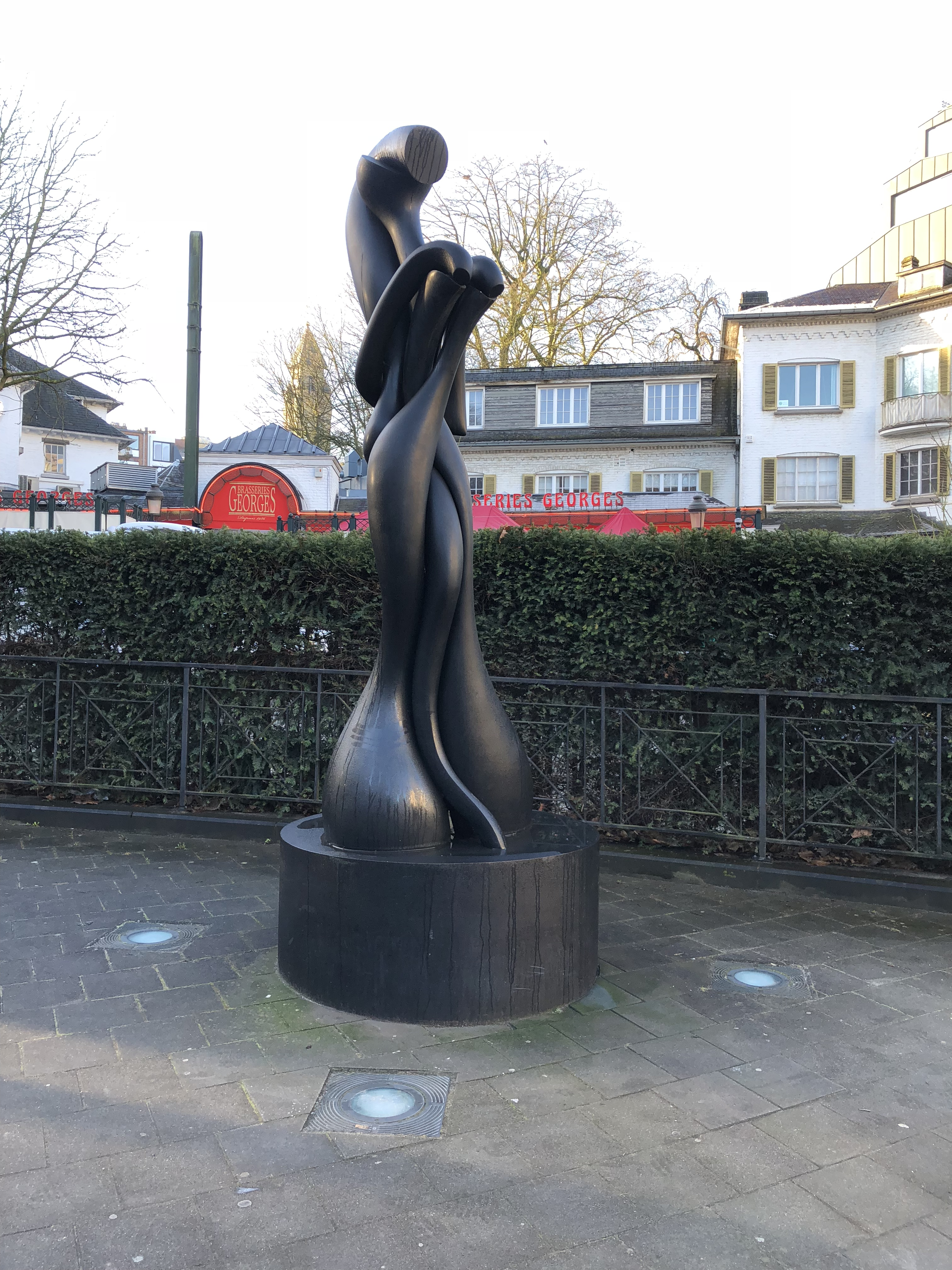
L'accueil

Una statua del celebre artista belga Olivier Strebelle, residente nel Comune di Uccle, e intitolata L'Accueil (L'Accoglienza), è situata dal 2004 all'inizio di Avenue Winston Churchill.

### Memoriale per gli attentati di Bruxelles (2016)

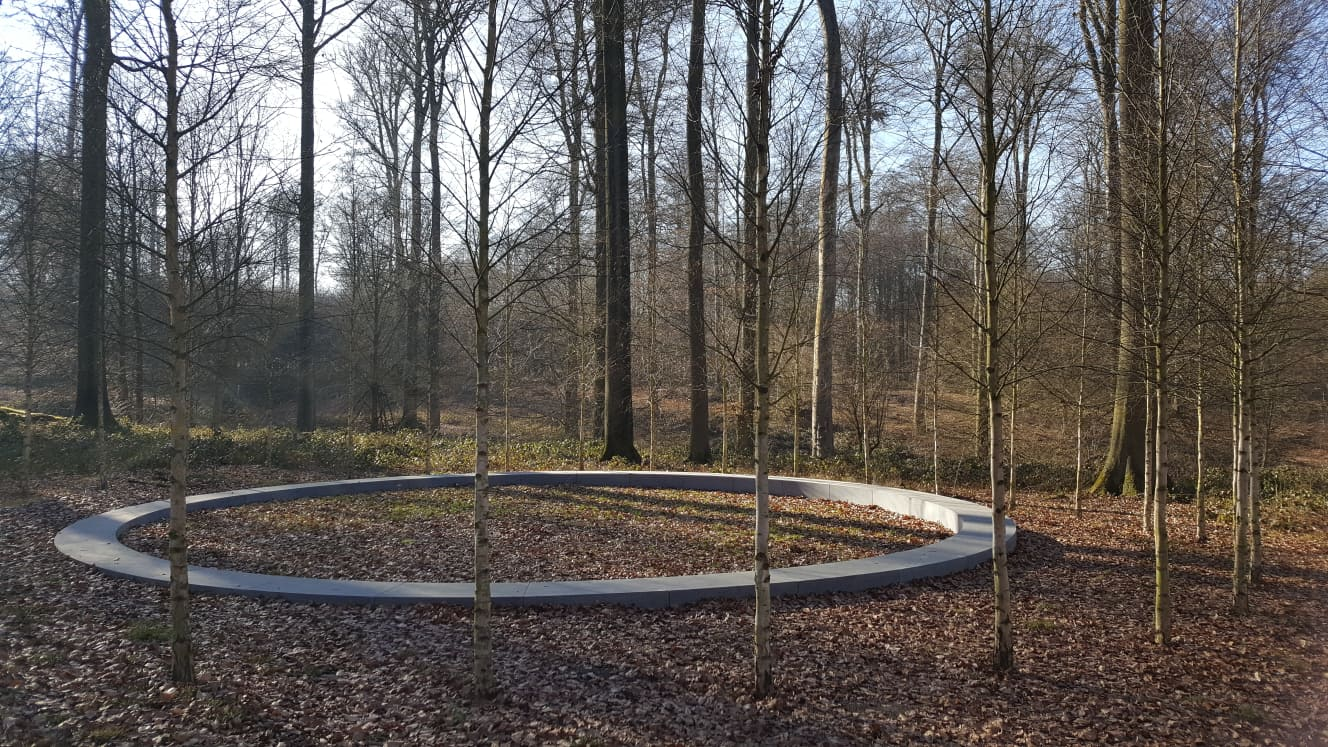
Memoriale nella Foresta di Soignes, dopo gli attacchi del 22 marzo 2016.

I monumenti sono stati costruiti in risposta agli attacchi del 22 marzo 2016 all'aeroporto di Bruxelles e alla stazione della metropolitana di Maalbeek. Il monumento commemorativo nella Foresta di Soignes è stato posto dopo che i parenti di una delle vittime hanno chiesto a Céline Fremault, ministro dell'ambiente di Bruxelles, un albero commemorativo. Alla fine, questa idea ha portato al monumento.

### Castello di Stalle

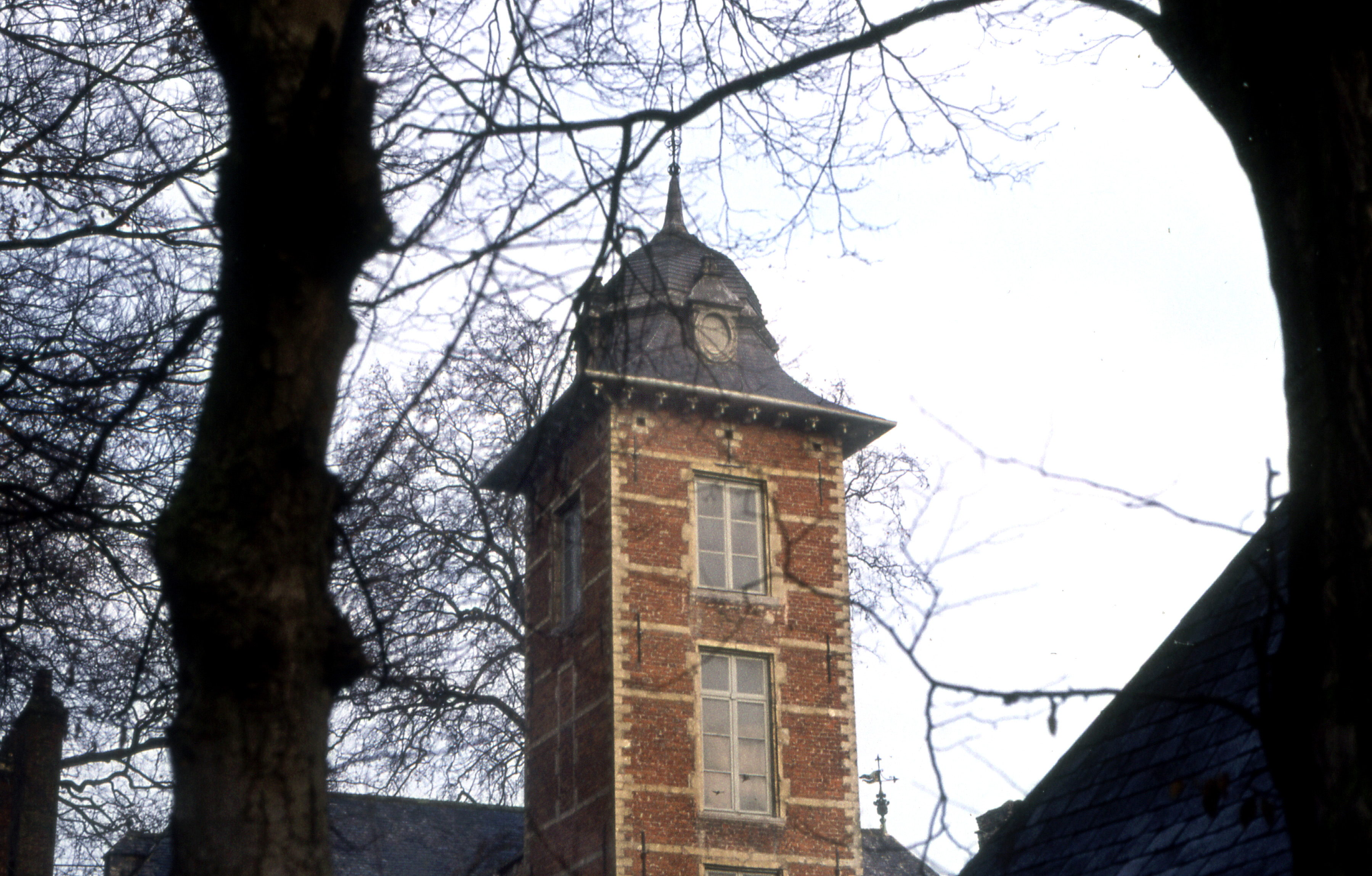
Castello di Stalle

Il castello di Stalle (in francese château de Stalle; conosciuto dal XIX secolo con il nome di Papenkasteel) è uno dei castelli sopravvissuti delle plaisantes campagnes ("piacevoli campagne") che formavano attorno a Bruxelles una corolla di dimore circondate dall'acqua, la Petit Venise ("Piccola Venezia"), utilizzate come dimore di campagna e luoghi di villeggiatura per le famiglie dei Lignages de Bruxelles. Il castello è un edificio realizzato in mattoni a bande, caratterizzato da una superba torre con un tetto a cipolla.

### Monumenti in memoria di Edith Cavell

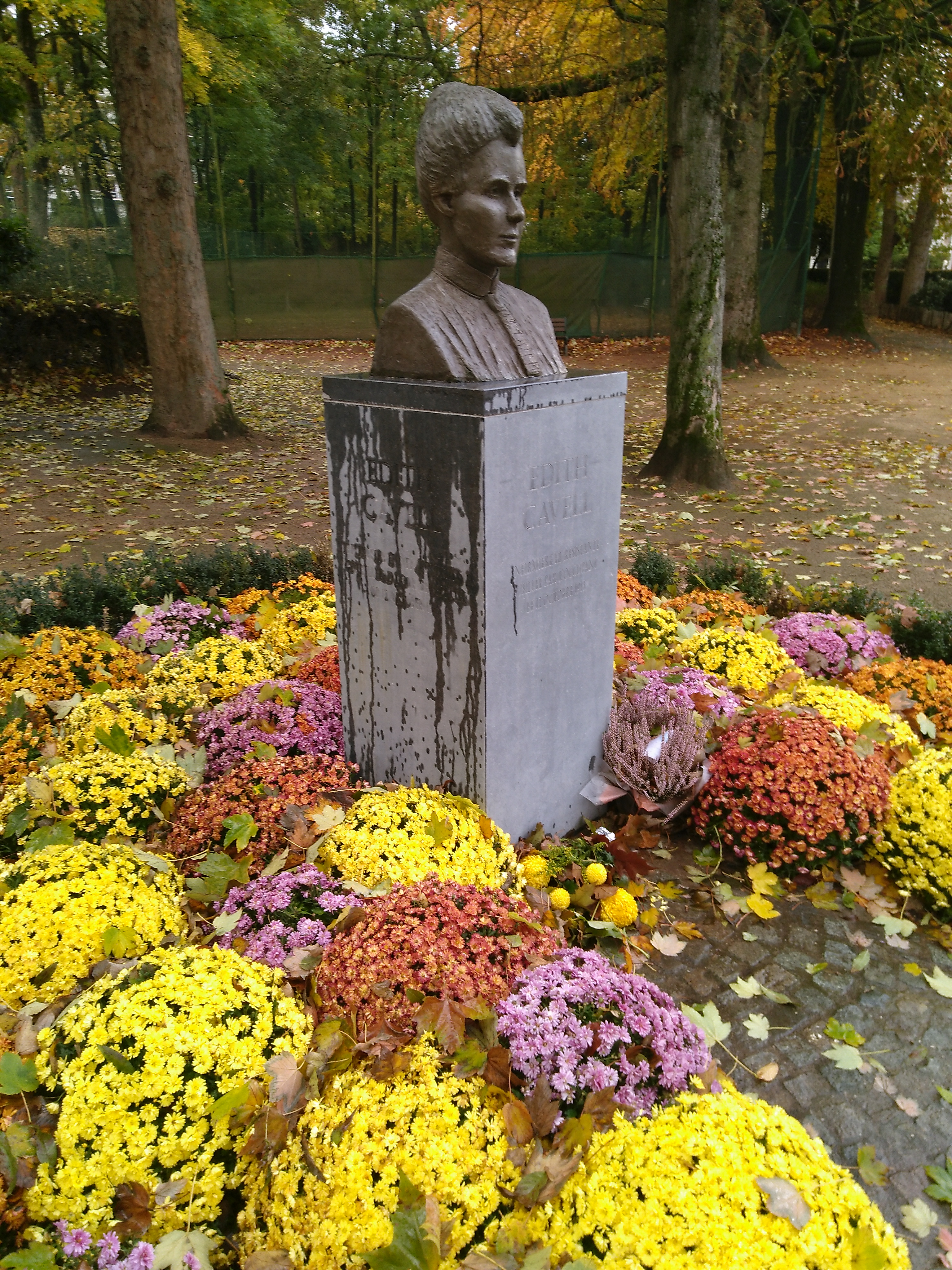
Busto di Edith Cavell (2015)

All'ingresso del parco Montjoie, il 12 ottobre 2015, le principesse Astrid del Belgio e Anna di Gran Bretagna hanno svelato insieme la statua del busto di Edith Cavell, infermiera britannica ricordata per aver aiutato, durante la prima guerra mondiale, soldati di ambo le fazioni in Belgio, nonché per aver favorito la fuga di circa duecento soldati alleati dal Paese, essendo in seguito per tale motivo giustiziata dai tedeschi, causando notevoli reazioni di protesta a livello internazionale e diventando un elemento chiave della propaganda di guerra britannica.

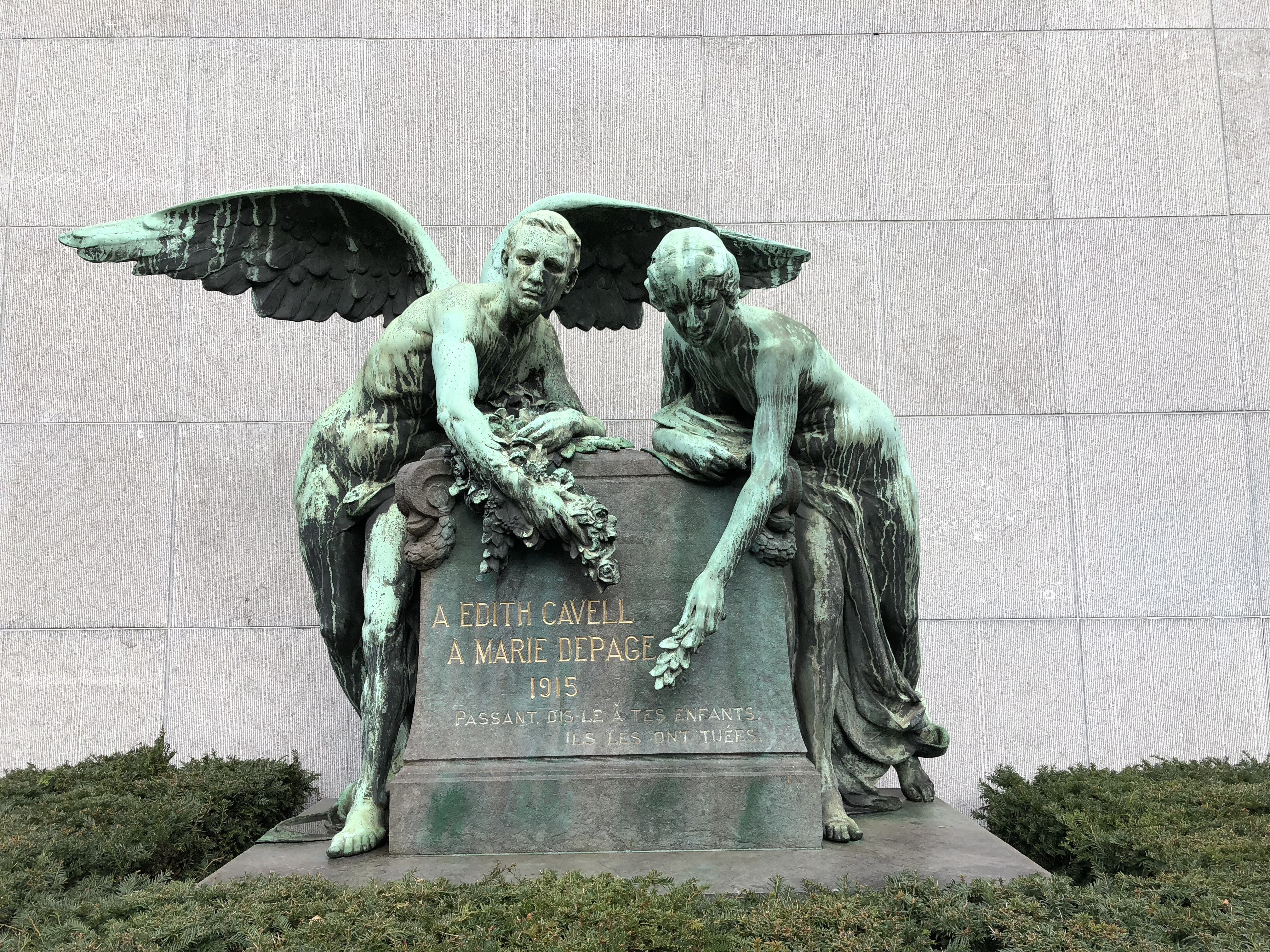
Monumento in memoria Edith Cavell (1920)

Un'altra statua, inaugurata il 15 luglio 1920, si appoggia all'angolo tra rue Edith Cavell e rue Marie Depage. Il Monumento, posto in memoria di Edith Cavell e Marie Depage, è opera dello scultore belga Paul Du Bois.

### Religiosi

#### Chiesa cattolica di San Giobbe

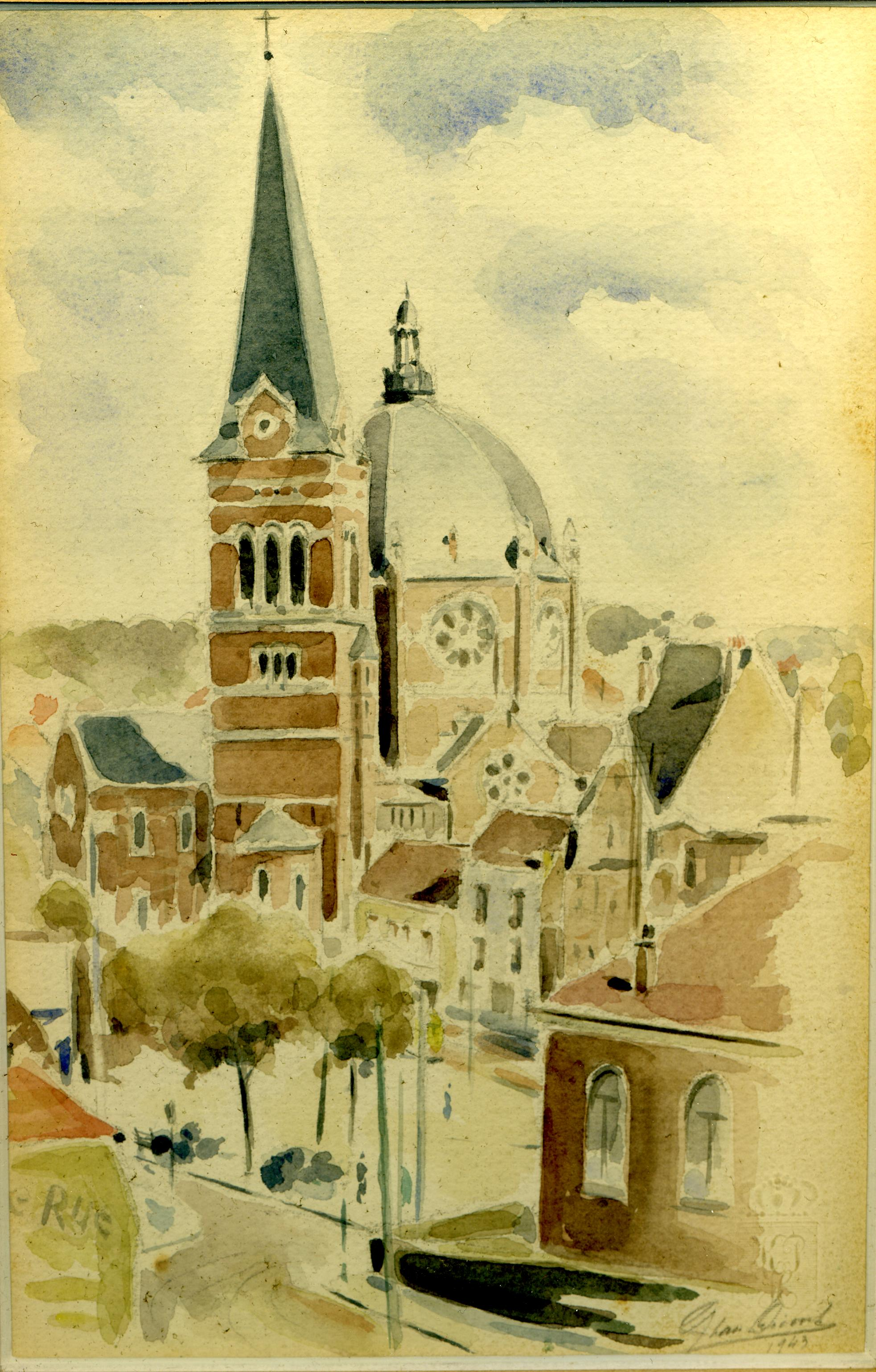
Chiesa cattolica di San Giobbe a Uccle, acquerello di Léon van Dievoet, 11 giugno 1943.

La chiesa di San Giobbe fu costruita nel 1911-13, con la cattedrale di Aquisgrana come ispirazione, soprattutto per la torre e la cupola. I piani neoromanici furono dell'architetto di Anversa Jules Bilmeyer. Il suo edificio centrale sostituì una precedente chiesa parrocchiale del 1836, che a sua volta aveva sostituito l'antica cappella del castello dei Signori di Carloo. I resti del loro castello dovevano far posto alla costruzione della Sint-Jobplein.

#### Chiesa ortodossa russa di San Giobbe

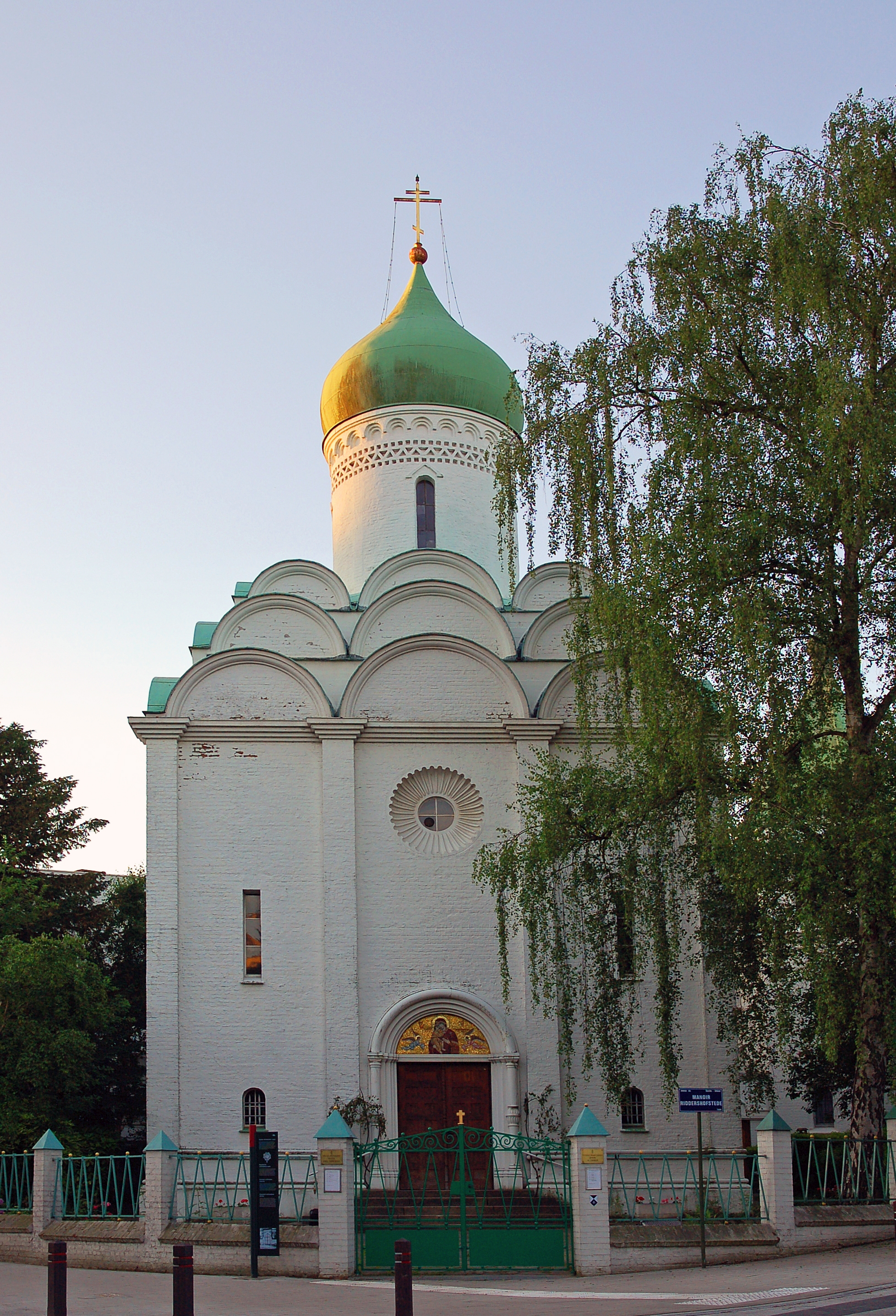
Chiesa ortodossa russa di San Giobbe

La chiesa è stata costruita da immigrati fuggiti dalla rivoluzione russa . Cominciarono a raccogliere fondi nel 1928 e riuscirono a porre la prima pietra il 2 febbraio 1936. L'architetto-pittore Nicolaj Istselenov fu assistito da un comitato. Il santo patrono San Giobbe è stato scelto perché la sua festa, il 19 maggio, coincide con il compleanno dello Zar Nicola II, alla cui memoria è dedicata la chiesa. Più in generale, intendeva commemorare le sofferenze della famiglia imperiale e le vittime della rivoluzione. Il modello per la chiesa erano le cappelle laterali della Chiesa della Trasfigurazione del XVI secolo del villaggio di Ostrov nell'Oblast di Mosca . Il risultato è un edificio in vecchio stile russo con una tipica cupola a cipolla. All'interno ci sono targhe commemorative con i nomi delle vittime dei bolscevichi.

#### Chiesa di San Pietro
Secondo la leggenda, la chiesa di San Pietro Apostolo di Uccle fu consacrata da papa Leone III nell'803, in una cerimonia cui erano presenti Carlo Magno e Gerbald, vescovo di Liegi. Tuttavia, l'attuale chiesa fu completata nel 1782. La costruzione di questo edificio neoclassico fu affidata all'architetto Jean-François Wincqz e i lavori iniziarono nel 1771. L'edificio della chiesa è in stile neoclassico . La facciata neoclassica in tre parti combina mattoni rossi, pietra bianca e pietra blu. Le grandi cupole in pietra bianca nella parte anteriore coprono il mattone rosso, mentre la pietra blu è usata per gli infissi delle finestre e delle porte. Il campanile ottagonale in mattoni rossi è decorato con pietre angolari bianche.

#### Cappella di Nostra Signora (Stalle)

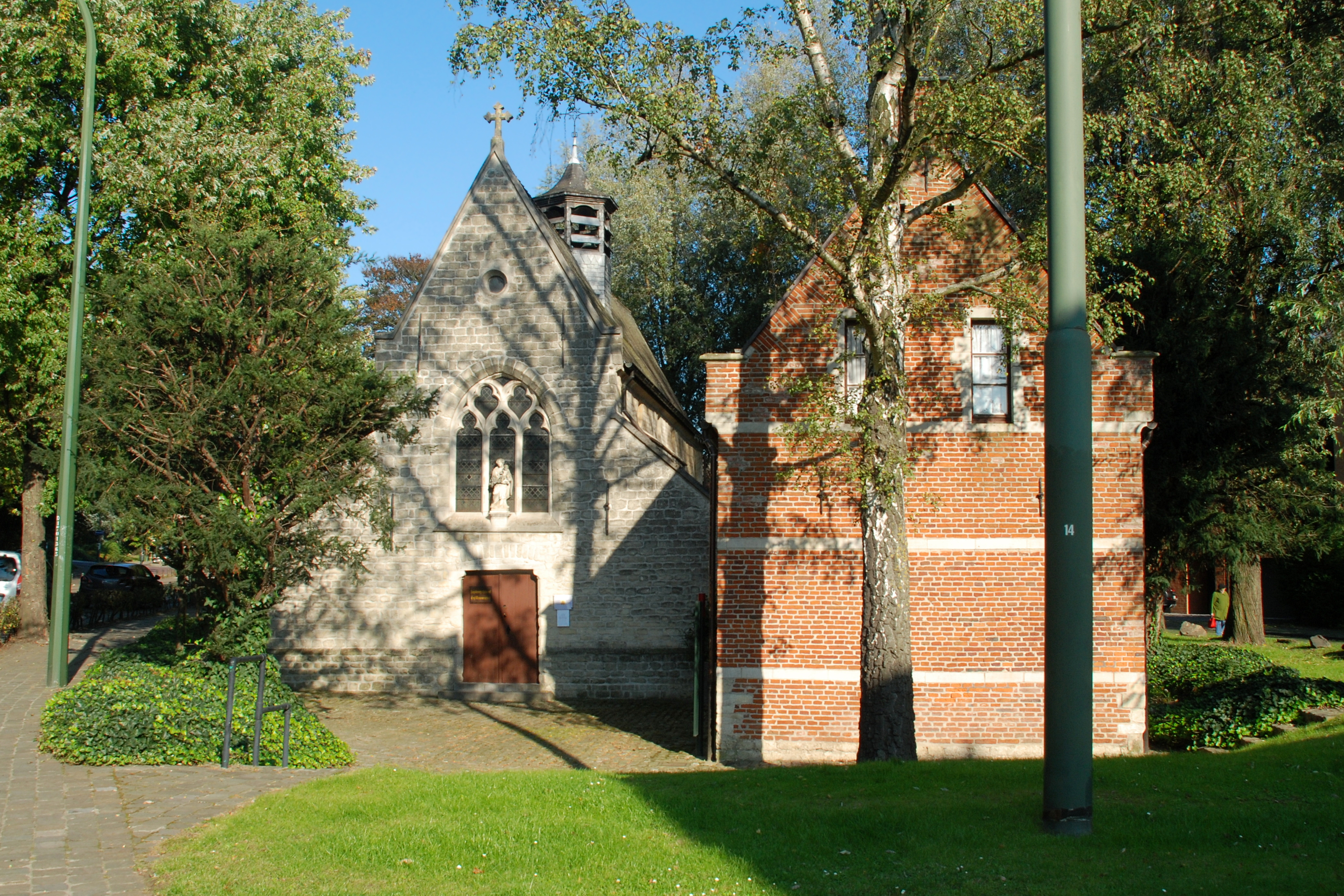
Cappella di Stalle

La Cappella di Nostra Signora è una cappella gotica dedicata a Nostra Signora dell'angoscia, situata in origine al centro del maniero di Stalle, una dei tre insediamenti che furono fuse nel 1795 per formare il comune di Uccle. Potrebbe essere stato un luogo di pellegrinaggio nel XII secolo ed è stato favorito dai signori di Stalle, che hanno donato la terra nel 1369. L'attuale edificio risale probabilmente alla fine del XV secolo. La cappella è costituita da pietra naturale in uno schema irregolare. Contro la navata sono state realizzate due navate laterali basse. La luce entra attraverso gli occhi a due livelli. C'è una crepa nella parete destra della nave attraverso la quale i lebbrosi avrebbero seguito la messa. La facciata ovest presenta una finestra ogivale e una statua di Maria e Bambino dell'inizio del XVIII secolo (iscrizione: Nostra Signora del Nood). Un colmo esagonale del tetto sporge sopra il tetto in ardesia. All'interno, l'altare dell'inizio del XVII secolo è decorato con una statua di Gesù Bambino Salvatore. Allo stesso periodo risalgono le statue della Madonna con Bambino e di San Rocco. La ringhiera della comunione è in rococò. A sud della cappella ci sono due annessi: la sacrestia e la casa del sagrestano. Sono costruite nel vecchio stile brabantino, in gran parte in mattoni rossi. La cappella è protetta come monumento con decreto dell'8 marzo 1938.

## Spazi verdi
- Le Plateau Avijl, un sito rurale con una superficie di poco più di 8,5 ettari, che è costituito da un sottile mix di orti, prati e due aree boschive.
- Torre Papenkasteel
- Il parco Sauvagère, liberamente ispirato ai giardini all'inglese, offre un ambiente tranquillo per gli escursionisti e dispone anche di un laghetto, un parco giochi per bambini e recinti per animali.Questo parco sorge sull'ex dominio di un castello abbandonato, demolito nel 1957. Il terreno è stato acquistato dal comune di Uccle nel 1964.[7][8]
- Parco Montjoie:
- Parco Brugmann
- Il parco Wolvendael, prima di essere venduto al comune di Uccle dal Barone Léon Janssen, il castello e il parco Wolvendael appartenevano alla famiglia Coghen, da cui discendeva la Regina Paola. I suoi nonni paterni, il Fulco BeniaminoPrincipe Ruffo di Calabria e Laure Mosselman du Chenoy, si sposarono al castello di Wolvendael nel 1877.
- Parco Raspail:
- Legno di Wolvenberg
- Il Kinsendael
- Parco Fond'Roy:
- I boschi di Verrewinkel e Buysdelle:

## Istruzione
- La Scuola Europea di Bruxelles I, parte dell'insieme delle Scuole europee, si trova a Uccle.
- Il Lycée Français Jean Monnet si trova a Uccle.
- Il Collège Saint-Pierre a Uccle è stato fondato nel 1905 dal cardinale belga Pierre-Lambert Goossens.

## Amministrazione

### Gemellaggi
- Neuilly-sur-Seine

## Sport
In questo comune si trova Nemo 33, piscina che detenne fino al 2014 il titolo di piscina più profonda del mondo.
Nella città si disputò, nel 1904, il primo incontro ufficiale delle nazionali di calcio di Belgio e Francia, valevole per il Trofeo Évence Coppée.

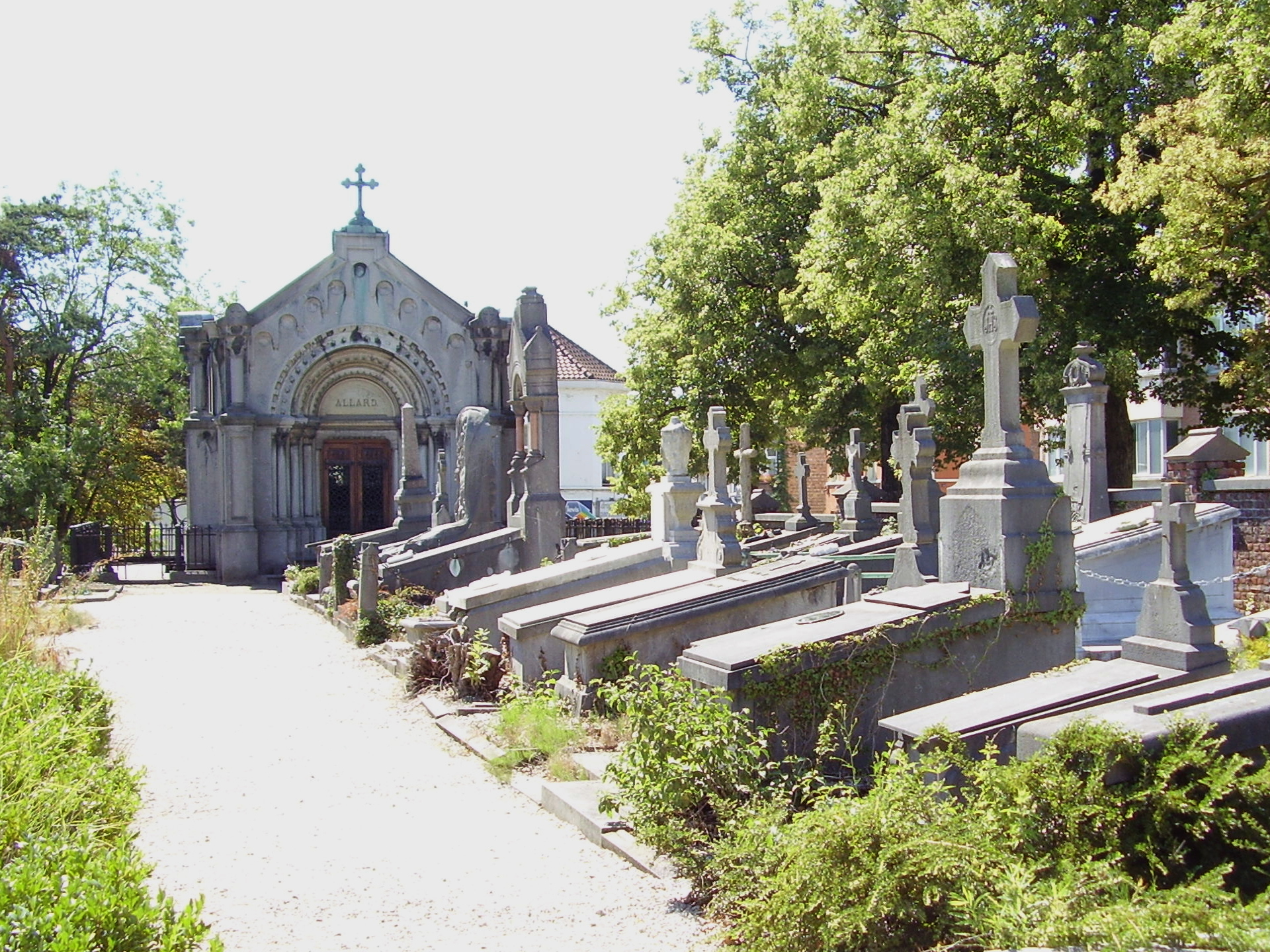
Il cimitero di Uccle, noto anche come cimitero di Dieweg, ospita la tomba del fumettista belga Hergé, il creatore di Tintin che morì nel 1983.